# Kamil Wilczek
Kamil Antoni Wilczek (ur. 14 stycznia 1988 w Wodzisławiu Śląskim) – polski piłkarz występujący na pozycji napastnika, były reprezentant Polski.

## Kariera klubowa
Wychowanek Wodzisławskiej Szkoły Piłkarskiej, skąd przeszedł do lokalnego klubu Silesia Lubomia, będąc nadal zawodnikiem WSP. Następnie zawodników WSP wypatrzyli skauci hiszpańskiego UD Horadada. Trafił tam razem z innym wychowankiem WSP Wodzisław Śl. Kamilem Glikiem. Po pół roku spędzonym w tym zespole, przeszedł do rezerw Elche CF.
Stamtąd, również po połowie roku, wrócił do Polski. Został zawodnikiem GKS Jastrzębie, gdzie spędził dwa lata. Do wiosny 2013 był piłkarzem Zagłębia Lubin. Jesienią 2013 podpisał 2-letni kontrakt z Piastem Gliwice.
W sezonie 2014/2015 zdobył 20 ligowych bramek i został królem strzelców Ekstraklasy. 8 czerwca 2015 podczas gali Ekstraklasy, podsumowującej sezon 2014/2015, został uhonorowany dwoma tytułami – Napastnika sezonu i Piłkarza sezonu Ekstraklasy.
Zawodnik z Wodzisławia Śląskiego, nie przedłużył wygasającego wraz z końcem sezonu kontraktu z Piastem.
1 lipca 2015 podpisał 3-letni kontrakt z włoskim klubem Carpi FC. W Serie A zadebiutował 23 sierpnia 2015 w meczu z Sampdorią. W barwach Carpi rozegrał łącznie 4 mecze – 3 w Serie A oraz jeden w rozgrywkach Pucharu Włoch.
22 stycznia 2016 podpisał 3,5-letni kontrakt z duńskim klubem Brøndby IF. Debiutował, 28 lutego 2016, w wygranym 1:0 meczu 19. kolejki Superligaen z Hobro IK, polski napastnik rozegrał całe spotkanie oraz zdobył zwycięskiego gola. 28 grudnia 2018 dyrektor sportowy Troels Bech poinformował o przedłużeniu umowy Brøndby IF z Wilczkiem na kolejne dwa lata. Oznacza to, że nowy kontrakt Kamila Wilczka wygasa dopiero latem 2021.
Po bramce zdobytej 24 listopada 2019 w meczu przeciwko Aarhus, stał się najlepszym strzelcem Broendby w historii Superligaen z 70 bramkami na koncie.
31 stycznia 2022 wrócił do Polski. Został zawodnikiem Piast Gliwice podpisując 2,5 letni kontrakt z opcją przedłużenia o kolejne 12 miesięcy.

## Kariera reprezentacyjna
Kamil Wilczek ma na swoim koncie występy w reprezentacji Polski do lat 19 oraz 21.
W 2015 roku od selekcjonera reprezentacji Polski Adama Nawałki otrzymał powołanie na mecze eliminacji do Mistrzostw Europy 2016 przeciwko Niemcom i Gibraltarowi. W sierpniu 2016 Adam Nawałka powołał piłkarza na mecz eliminacji do Mistrzostw Świata 2018 przeciwko Kazachstanowi. Zadebiutował w wygranym przez Polskę meczu z Armenią (2:1), zmieniając w 86. minucie spotkania Łukasza Teodorczyka.

## Statystyki

### Klubowe
(aktualne na dzień 18 września 2022)
| Klub               | Sezon              | Liga               | Liga  | Liga   | Puchar kraju | Puchar kraju | Europa | Europa | Inne  | Inne   | Suma  | Suma   |
| Klub               | Sezon              | Liga               | Mecze | Bramki | Mecze        | Bramki       | Mecze  | Bramki | Mecze | Bramki | Mecze | Bramki |
| ------------------ | ------------------ | ------------------ | ----- | ------ | ------------ | ------------ | ------ | ------ | ----- | ------ | ----- | ------ |
| GKS Jastrzębie     | 2007/08            | II liga            | 22    | 3      | –            | –            | –      | –      | –     | –      | 22    | 3      |
| GKS Jastrzębie     | 2008/09            | I liga             | 10    | 2      | 1            | 0            | –      | –      | –     | –      | 11    | 2      |
| GKS Jastrzębie     | Razem              | Razem              | 32    | 5      | 1            | 0            | –      | –      | –     | –      | 33    | 5      |
| Piast Gliwice      | 2008/09            | Ekstraklasa        | 13    | 2      | –            | –            | –      | –      | 1     | 1      | 14    | 3      |
| Piast Gliwice      | 2009/10            | Ekstraklasa        | 26    | 5      | 1            | 0            | –      | –      | –     | –      | 27    | 5      |
| Piast Gliwice      | Razem              | Razem              | 39    | 7      | 1            | 0            | –      | –      | 1     | 1      | 41    | 8      |
| Zagłębie Lubin     | 2010/11            | Ekstraklasa        | 16    | 3      | 1            | 0            | –      | –      | –     | –      | 17    | 3      |
| Zagłębie Lubin     | 2011/12            | Ekstraklasa        | 16    | 0      | –            | –            | –      | –      | –     | –      | 16    | 0      |
| Zagłębie Lubin     | 2012/13            | Ekstraklasa        | 10    | 0      | 4            | 1            | –      | –      | –     | –      | 14    | 1      |
| Zagłębie Lubin     | Razem              | Razem              | 42    | 3      | 5            | 1            | –      | –      | –     | –      | 47    | 4      |
| Piast Gliwice      | 2013/14            | Ekstraklasa        | 31    | 9      | 1            | 0            | 1      | 0      | –     | –      | 33    | 9      |
| Piast Gliwice      | 2014/15            | Ekstraklasa        | 35    | 20     | 2            | 0            | –      | –      | –     | –      | 37    | 20     |
| Piast Gliwice      | Razem              | Razem              | 66    | 29     | 3            | 0            | 1      | 0      | –     | –      | 70    | 29     |
| Carpi FC 1909      | 2015/16            | Serie A            | 3     | 0      | 1            | 0            | –      | –      | –     | –      | 4     | 0      |
| Carpi FC 1909      | Razem              | Razem              | 3     | 0      | 1            | 0            | –      | –      | –     | –      | 4     | 0      |
| Brøndby IF         | 2015/16            | Superligaen        | 13    | 5      | 2            | 0            | –      | –      | –     | –      | 15    | 5      |
| Brøndby IF         | 2016/17            | Superligaen        | 30    | 13     | 4            | 2            | 8      | 4      | –     | –      | 42    | 19     |
| Brøndby IF         | 2017/18            | Superligaen        | 30    | 15     | 5            | 6            | 4      | 0      | –     | –      | 39    | 21     |
| Brøndby IF         | 2018/19            | Superligaen        | 33    | 21     | 3            | 2            | 4      | 3      | –     | –      | 40    | 26     |
| Brøndby IF         | 2019/20            | Superligaen        | 14    | 14     | 1            | 0            | 6      | 3      | –     | –      | 21    | 17     |
| Brøndby IF         | Razem              | Razem              | 120   | 68     | 15           | 10           | 22     | 10     | –     | –      | 157   | 88     |
| Piast Gliwice      | 2021/22            | Ekstraklasa        | 13    | 5      | 1            | 0            | –      | –      | –     | –      | 14    | 6      |
| Piast Gliwice      | 2022/23            | Ekstraklasa        | 9     | 3      | –            | –            | –      | –      | –     | –      | 9     | 3      |
| Piast Gliwice      | Razem              | Razem              | 22    | 8      | 1            | 0            | –      | –      | –     | –      | 23    | 9      |
| Ogólnie w karierze | Ogólnie w karierze | Ogólnie w karierze | 324   | 120    | 27           | 11           | 23     | 10     | 1     | 1      | 375   | 143    |

### Reprezentacyjne
(aktualne na dzień 10 listopada 2017)
| Reprezentacja | Rok     | Mecze | Bramki |
| ------------- | ------- | ----- | ------ |
| Polska        | 2016    | 2     | 0      |
| Polska        | 2017    | 1     | 0      |
| Ogólnie       | Ogólnie | 3     | 0      |

| Mecze i gole w reprezentacji | Mecze i gole w reprezentacji | Mecze i gole w reprezentacji | Mecze i gole w reprezentacji | Mecze i gole w reprezentacji | Mecze i gole w reprezentacji | Mecze i gole w reprezentacji |
| Polska                       | Polska                       | Polska                       | Polska                       | Polska                       | Polska                       | Polska                       |
| Lp.                          | Data                         | Miejsce                      | Przeciwnik                   | Gol                          | Wynik                        | Rozgrywki                    |
| ---------------------------- | ---------------------------- | ---------------------------- | ---------------------------- | ---------------------------- | ---------------------------- | ---------------------------- |
| 1.                           | 11.10.2016                   | Warszawa, Polska             | Armenia                      |                              | 2:1                          | el. MŚ 2018                  |
| 2.                           | 14.11.2016                   | Wrocław, Polska              | Słowenia                     |                              | 1:1                          | towarzyski                   |
| 3.                           | 10.11.2017                   | Warszawa, Polska             | Urugwaj                      |                              | 0:0                          | towarzyski                   |

## Sukcesy

### Brøndby IF
- Puchar Danii: 2017/2018

### FC Kopenhaga
- Mistrzostwo Danii: 2021/2022

### Indywidualne
- Król strzelców Ekstraklasy: 2014/2015 (20 goli)
- Król strzelców Pucharu Danii: 2017/2018 (6 goli)
- Napastnik sezonu Ekstraklasy: 2014/2015
- Piłkarz sezonu Ekstraklasy: 2014/2015